# Hediste diadroma
Hediste diadroma är en ringmaskart som beskrevs av Sato och Nakashima 2003. Hediste diadroma ingår i släktet Hediste och familjen Nereididae. Inga underarter finns listade i Catalogue of Life.